# شک (مجموعه تلویزیونی کره جنوبی)
شک (انگلیسی: Doubt؛‏ کره‌ای: 이토록 친밀한 배신자) یک مجموعه تلویزیونی محصول کره جنوبی به نویسندگی هان آه یونگ، به کارگردانی سونگ یون هوا و با بازی هان سوک کیو، چه وون بین، هان یه ری و اوه یون سو است. این مجموعه از ۱۱ اکتبر ۲۰۲۴، روزهای جمعه و شنبه ساعت ۲۱:۵۰ (کی‌اس‌تی) از ام‌بی‌سی پخش شد.

## بازیگران

### اصلی
- هان سوک کیو در نقش جانگ ته سو[۱]
- چه وون بین در نقش جانگ ها بین[۲]
- هان یه ری در نقش لی او جین[۳]
- اوه یون سو در نقش یون جی سو[۴]

### مکمل
- نو جه وون در نقش کو ده هونگ[۵]
- یون کیونگ هو در نقش اوه جونگ هوان[۶]
- کیم جونگ جین در نقش چوی یونگ مین[۷]
- یو یی ته در نقش پارک جون ته[۸]
- لی شین کی در نقش کیم یونگ سو[۹]
- هان سو آه در نقش سونگ مین آه[۱۰]

## تولید

### بازیگران
در سال ۲۰۲۳، گزارش شد که هان سوک کیو در ۱۶ نوامبر برای نقش اصلی این مجموعه انتخاب شده است و او به صورت رسمی در ۵ نوامبر تأیید شده بود. این مجموعه بازگشت هان سوک کیو به ام‌بی‌سی پس از ۲۹ سال است.
در سال ۲۰۲۴، اعلام شد که چه وون بین برای بازی در این مجموعه در ۱۷ ژانویه تأیید شده است. حضور او به صورت رسمی در ۲ آوریل تأیید شد. حضور هان یه ری به صورت رسمی در ۸ آوریل تأیید شد.

### فیلم‌برداری
تصویربرداری اصلی در مارس ۲۰۲۴ آغاز شد.

## انتشار
شک برای پخش در نیمهٔ دوم سال ۲۰۲۴، روزهای جمعه و شنبه از شبکه ام‌بی‌سی برنامه‌ریزی شده است. در ۲۶ ژوئیه، ام‌بی‌سی اعلام کرد که این مجموعه در اکتبر ۲۰۲۴ پخش می‌شود. در ۴ سپتامبر، تأیید شد که این مجموعه از ۱۱ اکتبر ۲۰۲۴ ساعت ۲۱:۵۰ (کی‌اس‌تی) پخش می‌شود.